# Lista de personagens da série Prince of Persia
Esta é a lista de personagens que participam da série de jogos eletrônicos Prince of Persia. Todos eles foram divididos segundo a sua relação com o protagonista, o Prince.

## Aliados

### Princesa Farah
Apesar de Farah ser uma dos personagens principais em Sands of Time e The Two Thrones, ela só aparece brevemente no final alternativo de Warrior Within.
Em The Sands of Time
No jogo The Sands of Time, Farah (dublada por Joanna Wasick) é descrita como a filha do maraja da Índia. Após o reino do seu pai ter sido atacado pelo rei Sharaman da Pérsia, ela é sequestrada por um dos invasores persas. Ela também é uma dos poucos sobreviventes que não foram alterados com a libertação das Sands of Time, devido ao seu pingente que ela sempre carrega. Ela inicialmente detesta o Prince por não só ter capturado-a e atacado o seu reino, como também por ter sido o responsável pela libertação das Sands of Time. Contudo, eles são forçados a trabalhar juntos para desfazer o erro do Prince e assegurar que o Vizier não use as Sands of Time segundo seu desejo. Ao longo do progresso do jogo, quando Farah e o Prince cooperam entre si, eles se tornam muito íntimos, mas nenhum deles se atreve a falar do amor que um sente pelo outro, tudo resultando em um romance. Quando os dois se tornam capazes de desfazer o erro do Prince, este que hesita em fazê-lo no último momento para questionar a lealdade e fidelidade de Farah. Este pequeno momento dá tempo para o Vizier de jogá-los em uma tumba.
O Prince acorda em cima da tumba e percebe que a Dagger of Time, a sua espada e também Farah sumiram. Protegido pelo medalhão, ele persegue a jovem pelas ruínas da "Torre do Alvorecer" e descobre que ela planeja usar a adaga para consertar o tempo sozinha. Infelizmente, o Prince chega tarde demais para salvar Farah de cair em um abismo no caminho. Ele segura a lâmina da adaga em uma tentativa desesperada de salvá-la, mas Farah a solta ao vê-lo sofrendo de dor e ao ver o seu sangue escorrendo pelo corpo da arma. Após derrotar a multidão de criaturas da Areia contra quem Farah estava lutando, o Prince coloca as Sands de volta na ampulheta. Tudo o que aconteceu foi esquecido e, assim, Farah não possuía lembrança alguma do romance deles, já que o tempo é revertido até os eventos antes da invasão da cidade de seu pai.
O Vizier e o Prince lutam pela última vez, com o Prince sendo vitorioso. Ele dá a Farah a adaga, mas antes de ir embora, Farah lhe pergunta o seu nome. O Prince simplesmente responde "Chame-me de... Kakolookiyam". Ele então desaparece, deixando Farah surpresa. "Kakolookiyam" era a sua palavra secreta que a sua mãe falava para fazê-la se sentir segura toda vez que ela se sentia assustada. Em certo ponto do jogo, Farah fala de tal palavra para o Prince, explicando o seu significado.
Farah ajuda o Prince lutando contra monstros com o seu arco-e-flecha. Apesar da sua ajuda, ela, às vezes, também causa problemas ao errar o alvo ou acertar o Prince ao invés do inimigo. Graças ao seu físico, Farah pode também esgueirar-se dentre rachaduras em paredes e acionar interruptores que o Prince não é capaz de alcançar. Além disso, o jogador tem a obrigação de proteger Farah; se não o fizer e ela morrer, o jogador perde.
Em The Two Thrones
Apesar dos eventos de The Sands of Time nunca terem acontecidos, sete anos se passaram desde que Farah (dublada por Helen King) fez a sua primeira aparição na série. Ao longo dos anos ela se tornou mais inteligente, atraente e independente.
Ela foi levada à Babilônia contra a sua vontade, aprisionada pelo Vizier que devastou a Índia. Ela não foi simplesmente trancafiada em uma masmorra, ao invés disto, Farah foi posta dentro de uma jaula e foi tratada como um dos animais de estimação do Vizier, sendo forçada a assistir a sua cidade sendo destruída completamente impotente. Esta culpa lhe consome, motivando-a em sua jornada quando ela encontra o Prince na Babilônia.
Antes disso tudo, ela passou os seus dias alternando entre a procura de sabedoria e o aperfeiçoamento de suas habilidades de combate. Ela continuou a usar o arco-e-flecha, já que considerava combate de longo alcance mais efetivo. Graciosa e rápida, tornou-se capaz de se defender sozinha. Tendo passado anos entre os nobres da corte indiana, ela aprendeu como enfrentar até os mais cruéis deles, possuindo um ideal radical feminista, apesar de não ser revelado se ela possui o mesmo fevor após os eventos de The Two Thrones. Quando ela encontra o Prince, ele ainda possui sentimentos amorosos por ela, e ela desenvolve o mesmo por ele ao longo do jogo.
Ela é capturada pelo Vizier, que tinha como intenção infectá-la com as Sands of Time para fazê-la também imortal. Após Prince derrotar Vizier, o Prince é enfrentado pelo Dark Prince em um mundo na sua mente. Farah guia o Prince para fora deste que foi criado pelo Dark Prince, dizendo para que ele "dê as costas" e "acorde". Após isto, ela aparece do lado do Prince, celebrando que tudo finalmente tenha acabado. Ele então começa a lhe contar uma história,a história do que se passou no primeiro jogo.
Em Prince of Persia
É feita uma referência a Farah no jogo Prince of Persia de 2008, onde o seu nome é o mesmo do asno do Prince. Elika também possui uma aparência alternativa que imita a de Farah, mas é um mero bônus do jogo e não influencia em seu fluxo e enredo.

### The Old Man
The Old Man (em português, "O Homem Idoso") é como é referido o idoso que cuidou do Prince desde que ele foi uma criança. Ele o tratou como o seu próprio filho e às vezes agiu como o seu mentor. Ele aparece somente em cenas dos jogos Warrior Within e The Two Thrones. Ele sabe de muito das Sands of Time e do local de sua criação, a Ilha do Tempo. Em The Two Thrones, ele reúne os cidadãos livres da Babilônia para reberlar-se contra o exército do Vizier.
Ele é dublado por Hubert Fielden em ambos os jogos.

### Kaileena
Em Warrior Within
Kaileena (dublada por Monica Bellucci) e o Prince se conheceram pela primeira vez quando Shahdee tenta matá-la. O Prince derrota Shahdee, salvando Kaileena. Após ela o encontrar mais tarde no jogo, ela frequentemente diz ao Prince que não continue a sua jornada, falando que o seu destino não poderia ser alterado. Apesar disto, ela o ajuda ao longo do jogo, dando-lhe informações sobre as torres do castelo que são usadas para abrir a porta para a sala da Imperatriz do Tempo. Quando o Prince consegue abrir tal porta, é revelado que Kaileena em si é a Imperatriz do Tempo. Ela enviou Shahdee para matá-lo, teve esperanças que o Dahaka o assassinasse, que as torres e os seus guardas o matasse e até amaldiçoou as espadas que ela lhe deu; tudo para salvá-la do seu próprio destino: ser morta pelo Prince. Eles lutam e ela é derrotada, libertando as Sands of Time involuntariamente. O Prince continua a sua jornada para alterar o seu destino, encontrando também um antigo artefato que o permite modificar a sua posição na linha do tempo e reescrever os eventos entre ele e Kaileena. O Prince volta o tempo até o momento antes que ele e Kaileena lutam e ele a ataca novamente, só que desta vez lutando contra ela no presente, ao invés de no passado, para modificar a hora e o lugar da criação das Sands of Time. No final não-canônico do jogo, ele derrota Kaileena novamente durante o combate no presente e o Dahaka reivindica o seu corpo devido ao seu deslocamento de estar no presente (e subsequentemente removendo as Sands of Time da história). Contudo, o final canônico traz a derrota de Dahaka ao invés disto, o que resulta na salvação de Kaileena. Ela então deixa a Ilha do Tempo com o Prince, retornando à Babilônia.
Em The Two Thrones
Seguindo o final canônico, o Prince e Kaileena (dublada por Sarah Carlsen) velejam de volta à Babilônia, mas devido aos esforços do Prince na Ilha do Tempo para evitar que as Sands of Time sejam criadas, os eventos do primeiro jogo nunca aconteceram e o Vizier continua vivo. Ele é um dos que atacaram a cidade e mataram os seus defensores. O barco do Prince é atacado e destruído, resultando no Prince e Kaileena serem levados à praia. Kaileena é capturada pelo Vizier, para que ele possa matá-la e libertar as Sands of Time. O Prince corre para resgatá-la e, quando ele chega, é interceptado por Mahasti com uma daggertail, um chicote laminado. O Vizier a mata, libertando as Sands of Time e infectando a todos com elas, incluindo os seus subordinados e, parcialmente, o Prince. Durante o jogo Kaileena tem o papel de narradora, ocasionalmente contando também os eventos de Warrior Within. Quando o Prince derrota o Vizier no fim do jogo, Kaileena aparece novamente, encarnada nas Areias. Kaileena agradece o Prince e remove a sua infecção no braço e a daggertail, indo embora logo em seguida para um mundo desconhecido com a Sands of Time e a Dagger of Time em mãos.

### Elika
Elika (dublada por Kari Wahlgren) é a personagem feminina que participa de Prince of Persia (2008). Ela é a princesa da antiga Ahura, que era encarregada de manter o Arimã preso na Árvore da Vida. Elika é a última sobrevivente da sua raça e não teve acesso ao mundo exterior de maneira alguma, até que o Prince aparece. Quando ela e o Prince vão à Árvore da Vida juntos, eles testemunham a destruição da árvore, o que liberta Arimã. A sua tarefa é utilizar os seus novos poderes para acabar com a Corrupção que foi jogada em seu mundo e parar Arimã, com a ajuda do Prince. Elika auxilia este último nos combates, na sua moção pela cidade e a solucionar puzzles. Ela é muito ágil e pode executar uma variedade de movimentos acrobáticos em cooperação com o Prince.
Antes dos eventos do jogo, Elika e a sua mãe tinham morrido. Dominado pela tristeza, o pai de Elika fez um trato com Arimã, que a ressuscitou com a condição do pai dela libertá-lo. Durante os eventos do jogo, Elika conhece o Prince em um desfiladeiro, fugindo dos subordinados de seu pai que estavam tentando capturá-la. O seu objetivo era chegar no templo onde o Arimã estava preso antes do seu pai, para impedí-lo de libertar o deus maléfico. Ela deixa o Prince para trás, mas este a salva e ela lhe pede que a ajude.

### Zal
Zal é o segundo protagonista de Prince of Persia: The Fallen King. Ele é um mágico que utiliza da magia semelhante à de Elika quando esta ajuda o Prince a libertar Persia da Corrupção. Ele veste uma túnica vermelha e, como resultado por ter entrado em contato com a Corrupção, a metade inferior inteira do seu corpo é feita de Corrupção, então ele levita. Ele é o rei de uma cidade da New Dawn e foi dividido em dois quando ele tentou lutar contra Arimã. Ele mata a sua metade corrupta no fim do jogo e, como resultado, morre.

## Inimigos

### O Vizier
O Vizier (em português, "Vizir") é o antagonista predominante da trilogia The Sands of Time e permanece como o maior inimigo contra quem o Prince já lutou. O que ele deseja é imortalidade e poder.
O nome do Vizier vem de "Vizir", um termo para uma classificação alta política (e às vezes religiosa) para conselheiro ou ministro, geralmente de um monarca muçulmano como um califa, emir, maleque (rei) ou sultão. Atualmente, o termo tem sido usado no oriente geralmente para certos oficiais importantes sob o soberano.
Em The Sands of Time
No jogo The Sands of Time', o Vizier (dublado por Barry Dennen) é o antagonista principal. Ele trai o Marajá da Índia a favor do rei Sharaman da Pérsia em uma tentativa de obter a Dagger of Time, que ele poderia usar para obter a imortalidade. Contudo, o filho de Sharaman, o Prince, encontra a adaga primeiro. Sharaman, não ciente dos planos do Vizier, recusa em pegar o prêmio bem ganho do seu filho e, ao invés disto, permite que o Vizier pegue qualquer outro item (não incluindo a Ampulheta do Tempo). O Vizier vira então um subordinado de Sharaman.
O Vizier viaja com o vitorioso Sharaman para fazer uma vistia ao Sultão de Azad, a quem o Sharaman apresenta os frutos da vitória deles. O Vizier engana o Prince em abrir a Ampulheta com a Adaga, assim libertando as Sands of Time no palácio. Ele então demanda a adaga para reverter os danos, mas o Prince recusa. Ao longo do jogo, o Vizier usa os habitantes do palácio corruptos pela areia para tentar adquirir a adaga, mas os poderes de manipulação do tempo da mesma permitem que o Prince sobreviva os ataques. Ao longo do caminho, o Prince conhece Farah, que foi capturada pelos soldados do Sharaman. Ela viaja com o Prince, mas morre perto do fim. No auge do jogo, o Prince recoloca as Sands of Time na Ampulheta do Tempo, revertendo o tempo para a noite antes do exército persa ter atacado o palácio do Marajá. O Prince tenta alertar Farah e dá a adaga a ela, mas o Vizier interrompe a conversa e os ataca. Durante esta batalha, ele admite a sua traição para Farah, e é morto logo em seguida.
Em Battles of Prince of Persia
O passado do Vizier é explorado no jogo para Nintendo DS Battles of Prince of Persia, onde é relevado que ele foi a acausa da fúria do antagonista do jogo, Saurva. As missões do Vizier neste jogo se passam antes dos eventos de The Sands of Time.
É mostrado, ao longo das suas missões, que antes dos eventos do jogo ele se apaixonou pela irmã de Saurva, Sindra. Ele ficou tão apaixonado por ela que ele forçou Saurva a roubar a Box of One Thousand Restraints (em português, "Caixa de Mil Restrições"), para razões desconhecidas na época. Ele ameaçou matar a esposa de Saurva se ele falhasse em fazer tal. Quando Saurva retorna com a caixa, após ter matado vários soldados indianos no processo, o Vizier mata a sua esposa e o aprisiona, junto com todos da sua raça, na caixa devido à recusa de Sindra do seu amor. Anos mais tarde, quando o Prince procura pela Box of One Thousand Restraints para tentar selar o Dahaka, ele liberta Saurva e o seu exército.
Em The Two Thrones
O Vizier (dublado por Harry Standjofski) retorna em The Two Thrones, novamente como o nêmesis central. Devido aos esforços do Prince em derrotar Dahaka em Warrior Within, os eventos de The Sands of Time foram apagados da história. Assim, o Prince nunca matou o Vizier, e a sua caça pela imortalidade nunca foi interrompida. Contudo, já que as Sands of Time nunca foram criadas, os planos do Vizier pararam de progredir.
Agora possuindo a Dagger of Time, mas faltando-lhe as Sands of Time, o Vizier usa das premonições da adaga para prever que a Imperatriz do Tempo iria para a Babilônia. Ele então ataca tal cidade e mais tarde captura Kaileena, matando-o logo em seguida com a adaga e recriando as Sands of Time. Ele então apunhala a si mesmo no coração com a adaga, o que o torna imortal e lhe devolve a sua juventude. Logo após ele se transforma em um grande demônio alado de areia. Nesta nova forma, o Vizier recebe o nome de Zurvan, o nome do deus do tempo infinito, espaço e destino do zurvanismo.
Usando as Areias, o Vizier transforma o seu exército em monstros de areia e os liberta sobre o reino do Prince, capturando e matando boa parte da população ou transformando-os em mais monstros de areia. O Prince consegue alcançá-lo em um templo, mas é jogado no poço do palácio enquanto que ele sequestra Farah com a intenção de fazê-la a sua noiva. O Prince o encontra novamente e o enfrenta, o que termina no Prince enfiando a Dagger of Time em seu coração. Ele então explode, o que destrói o seu exército de monstros de areia.
No filme Prince of Persia: The Sands of Time
No live-action de 2010, Prince of Persia: The Sands of Time, o Vizier, que possui o nome "Nizam", foi confirmado como o principal antagonista do filme e será interpretado por Ben Kingsley. O filme, dirigido por Mike Newell, será lançado em 10 de junho de 2010.
Foi também revelado que Nizam será descrito como o irmão do rei Sharman da Pérsia, que o mata e coloca a culpa do assassinato no filho do rei, Dastan. Nizam por si se apossessa do trono de Pérsia e, para alcançar poder e a imortalidade, tem como objetivo encontrar as misteriosas Sands of Time e eventualmente governar o mundo.

#### Subordinados
O Vizier possui alguns subordinados em The Two Thrones, todos eles transformados pelas Sands of Time no momento da morte de Kaileena. Estes são:
KlompaKlompa é um poderoso aliado e tenente do exército do Vizier, que usa uma alabarda como arma em sua forma humana. Quando ele é infectado pelas Sands of Time, ele se torna um tremendo e grotesco gigante. Possuindo várias feridas, falta-lhe o maxilar inferior e ele usa uma máscara e uma espada imensa. Ele tem a Arena como o seu lar, onde ele foi capturado por várias pessoas. O Prince primeiramente o derrota cegando-o e depois pulando em suas costas e cortando-o com a Dagger of Time.
MahastiMahasti (dublada por Lucinda Davis) é a responsável por fundir a daggertail no braço esquerdo do Prince. Após a transformação com as Sands of Time, ela tem a sua agilidade e força extraordinariamente aumentados. Ela aprisiona várias mulheres em um bordel, onde ela enfreta Farah e o Prince. Ela primeiramente luta contra o Prince, mostrando ser mais forte que ele, mas no meio da luta ele se transforma no Dark Prince e a batalha termina com o mesmo jogando-a num penhasco. Ela veste uma armadura roxa e um capacete que possui a forma de um elefante. Como arma, ela usa duas espadas denticuladas e luta semelhantemente como Shahdee, de Warrior Within. Ela também possui a habilidade de criar alguns monstros, como visto na batalha contra o Prince.
Os Guerreiros Gêmeos, Axe e SwordOs Guerreiros Gêmeos são dois tenentes sem nome do exército do Vizier. Jogadores referem-se a eles simplesmente como "Axe e Sword" (em português, "Machado e Espada"), já que um usa um grande machado como arma enquanto que o outro uma longa espada, e lutam juntos como uma só grande força. Axe prende o Prince em uma oficina em chamas, deixando-o para morrer queimado. O mesmo então persegue o Prince em uma biga após ele ter escapado da oficina. Mais tarde, Sword se junta e começam a lutar contra o protagonista em um anel de fogo. O Prince consegue matar Sword e fere Axe, que é logo em seguida morto por Farah.

### Dahaka
Dahaka é a manifestação da inevitabilidade do destino. Tal besta é a guardiã da linha do tempo e só aparece quando esta é perturbada. Nos eventos de The Sands of Time, o Prince usa as Sands of Time para frequentemente manipular o tempo e evitar a sua própria morte. Assim, Dahaka tem o dever de assegurar que o Prince morra para restaurar a linha do tempo, o que o faz o antagonista principal de Warrior Within.
Ele é descrito como um humanóide maciço e fortemente elaborado, vestido de preto. Ele possui dois chifres curvados que formam um "∞", o símbolo de infinito, e os seus olhos queimam com uma feroz luz interior, apesar da área onde ele estar ficar sempre coberta de sombras. Ele também possui a habilidade de atirar quatro ou mais tentáculos de seu abdômen, que ele usa para capturar o Prince se este não conseguir manter a distância entre eles. Cada aspecto desta criatura sugere que ele é uma criatura de um mundo mais sobrenatural. Até o fim do jogo, é impossível lutar contra Dahaka, já que ele é invencível a ataques de espada normais.
Ao longo do jogo, ele constantemente persegue o Prince para matá-lo e restaurar a ordem da linha do tempo. Nos momentos em que o Dahaka o encontra, ele pode teletransportar-se alguns metros. No final não-canônico de Warrior Within, Dahaka aparece ao Prince e Kaileena, absorvendo esta última e pegando o medalhão do Prince, as duas últimas relíquias das Sands of Time, e vai embora, desaparecendo dentre a névoa. Contudo, no final canônico do jogo, o Prince, com a espada d'água, o desafia, sendo ajudado por Kaileena. Durante o processo do Prince no jogo, ele percebe que, semelhantemente aos monstros de areia subordinados da Imperatriz do Tempo, Dahaka possui uma aversão intensa a água. Então, ele e Kaileena conseguem derrotar a criatura, com o Prince finalizando a batalha enfiando a espada d'água no crânio de Dahaka, o que resulta em ele perder equilíbrio e cair no mar.

### Shahdee
Shahdee (dublada por Alicyn Packard) é uma mulher vestida sensualmente com um corte de cabelo curto e preto. Sendo uma subordinda da Imperatriz do Tempo, ela é encarregada da tarefa de prevenir que o Prince chegue à Ilha do Tempo, sob a penalidade de morte.
Shahdee e o seu grupo de demônios de areia atacam o barco do Prince durante uma terrível tempestade no mar. O seu navio de ataque toca fogo no barco do Prince e os demônios de areia matam cruelmente a tripulação do Prince, enquanto que ela e o Prince travam uma batalha, que é vencida por Shahdee, finalizando-o ao jogá-lo no mar com um chute.
Contudo, ela falha na sua missão de manter o Prince longe da Ilha do Tempo e entra em conflito com a Imperatriz do Tempo. Cenas mostram que Shahdee se irrita sob as regras da Imperatriz e acha que a determinação da sua mestra em desafiar a linha do tempo seja ilógica. Contudo, ela encontra o seu fim pelas mãos do Prince, este irritado pelo assassinato desnecessário da sua tripulação. Ele a esfaqueia no estômago e esta diz as suas últimas palavras: "Tolo, você não sabe... que você não pode mudar o seu destino". É incerto a quem esta mensagem de Shahdee é dirigida no começo, mas é mais tarde revelado que era dirigida para a Imperatriz. A morte de Shahdee permanece como uma forma de tormento para a Imperatriz.

### The Corrupted
The Corrupted (em português, "Os Corruptos") são os soldados selecionados de Arimã. Cada um dos quatro Corruptos foram libertados com a destruição da Árvore da Vida durante os eventos de Prince of Persia, e cada um adquiri domínio de uma das quatro seções do reino. Através do jogo, o Prince e Elika devem viajar por estes quatro domínios e derrotar cada Corrupto para curar a região. Cada Corrupto já foi um humano, mas vendeu a sua alma para Arimã mil anos antes dos eventos do jogo, para alcançar os seus objetivos de vida. Arimã os garantiu a realização dos seus desejos, mas retorceu tais realizações para que sirvam de acordo com a sua vontade, levando cada um longe de si mesmos e mais perto dele. Estes acordos com o demônio foram feitos por desejos humanos clássicos, como poder e imortalidade.
The HunterThe Hunter (em português, "O Caçador"; dublado por Sebastien Croteau) é uma besta feroz e energética que usa agilidade, velocidade e manobras acobráticas ao seu favor. Quando era humano, ele era um príncipe que desejava grandes tesouros, mas se tornou obcecado com a emoção da caça. Contudo, o príncipe logo se cansou do seu esporte favorito, acreditando que ele era um caçador incomparável após ter matado um animal de cada espécie em existência. Arimã ouviu as palavras descontentes do príncipe e lhe ofereceu uma chance para caçar um inimigo diferente de todos os outros. O príncipe, incapaz de resistir tal tentação, trocou a sua alma em retorno da habilidade de caçar tal besta. Arimã então o transformou em um monstro possesso. A sua existência foi espalhada pelos cantos do mundo e muitos homens viajaram para caçá-lo. Assim, o desejo do príncipe foi garantido, tendo ele a capacidade de caçar a mais perigosa criatura de todos os tempos: o homem.
The AlchemistThe Alchemist (em português, "O Alquimista") é um manipulador frio e imperdoável da Corrpução, um sinal de sua impetulância como um dos maiores cientistas de Ahura. O seu acordo com Arimã só aumentou a sua ambição de adquirir a imortalidade ainda mais. Quando o Prince luta contra ele, o Alquimista frequentemente tenta iludí-lo oferecendo a imortalidade, apesar de nem o Prince nem Elika darem um mínimo de importância a isso. O Alquimista já foi um homem brilhante que pensava que ele possuía a sabedoria para desvendar os segredos da vida em si. Ele se inquietou quando o seu corpo começou a se enfraquecer, então ele pediu a Ormazd alguns poucos anos a mais, já que ele sentiu com toda certeza que poderia desvendar o segredo da imortalidade. Após Ormazd não ter respondido, ele se voltou a Arimã, que lhe deu a habilidade de manipular a Corrupção em troca de sua alma. Com o seu novo poder adquirido, o Alquimista começou a abduzir pessoas, usando a Corrupção para fazer experimentos com elas.
The WarriorThe Warrior (em português, "O Guerreiro") foi um rei de um reino que estava sob ataque de um exército inimigo. Já que a população do reino era amante da paz, ela recusou revidar, e então o reino começou a desmoronar e a sua civilização virou vítima de um genocídio. Logo, o rei ficou agitado em sua procura por meios de proteger o seu povo, tendo que recorrer ao Arimã para isso. Em troca de sua alma, Arimã deu ao rei o poder de derrotar o exército rival e salvar o seu povo. No processo, o rei foi transformado em um monstro sedento por guerra. Assim, o seu povo o rejeitou, e o rei começou a só servir Arimã.
The ConcubineThe Concubine (em português, "A Concubina"; dublada por Lucinda Davis) usou a sua beleza e poder para influenciar questões políticas na Corte Real, mas foi espancada por outra mulher quando ela estava tentando influenciar um homem, o que lhe deixou cicatrizes. Despojada da sua beleza e de meios de adquirir influência, ela se voltou ao Arimã por poder. Pela troca de sua alma, ela reganhou o poder de ler os desejos dos homens do homem que ela queria impressionar e podia se transformar literalmente em tais desejos. Contudo, tal homem iria acordar com ela ao lado toda manhã e não iria reconhecê-la, então ela deveria fugir dele, transformar-se novamente para atender aos seus desejos e tentar cortejá-lo novamente, toda noite. Eventualmente ela se cansou desse processo e logo Arimã lhe chamou para servir somente a ele.
The Mourning KingThe Mourning King (em português, "O Rei Melancólico"; dublador por Fred Tatasciore) é o último rei dos grandes Ahuras e o pai de Elika. Antes dos eventos do jogo, Elika e a sua mãe morre. O rei, dominado pela tristeza, vende a sua alma para Arimã em troca da ressureição de Elika. Ele então recebe uma tarefa: destruir a Árvore da Vida e libertar o Arimã. Ele deu a essência da Árvore para Elika, ressuscitando-a. Contudo, ela rejeita o seu pai por libertar o demônio, e então ele é influenciado mais ainda por ele. Ao fim dos eventos do jogo, o Rei Melancólico se torna um Corrupto por completo quando Arimã lhe chama para servir a somente ele e desiste dos seus esforços com Elika.